# Holger Danske
 For alternative betydninger, se Holger Danske (flertydig). (Se også artikler, som begynder med Holger Danske)
Holger Danske er en dansk sagnhelt. Beretningerne om hans oprindelse findes i de tidlige europæiske kvad og heltedigte, såkaldte chansons de geste.

## Rolandskvadet
Modsat at han ellers er kendt under navnet Holger, var hans oprindelige navn Oddgeir.
Han optræder første gang i Rolandskvadet, digtet omkring 1060 og med sådan succes, at Roland og Olivier blev almindelige drengenavne i Frankrig. Her er Holger en af Karl den Stores riddere eller paladiner under navnet Oger le Danois, og det er i anden halvdel af digtet han viser sig, som leder af Karl den Stores fortrop.
Rolandskvadet giver ingen forklaring på Holgers tilnavn eller eventuelle tilknytning til Danmark, men så berømt var han, at klosteret Saint Faron i Meaux hævdede, at han og hans kampfælle Benedikt var blevet munke og lå gravlagt i klostret. Omkring 1180 blev der rejst et prægtigt gravmæle over Holger og Benedikt med to mere end to meter lange, liggende statuer, samt en afbildning af forlovelsen mellem Roland og la belle Aude (= den kønne Aud), som Holger Danske skulle have hjulpet til med at få i stand. Gravmælet stod frem til omkring 1750. I dag kan kun Holger Danskes hoved ses udstillet i Bossuet-muséet i Meaux.

## Renaut de Montauban
Med Karl den Store som sit forbillede havde kong Filip 2. fordoblet sit riges udstrækning ved generobre alle engelske besiddelser i Frankrig fra Johan uden land. Ikke overraskende slog heltedigtingen omkring Karl den Store ud i fuld blomst under Filip.
Da Filip 2. i 1193 giftede sig med Valdemar den Stores datter Ingeborg, fik Danmark meget omtale i Frankrig; og omkring år 1200 kom digtet Renaut de Montauban med Holger Danske i en fremtrædende rolle som fætter til Renaut og hans tre brødre. Deres farbror Girard de Roussilon er Karl den Stores vasal, som har sluttet forlig med kejseren efter en strid. Renaut spiller en dag skak med kejserens nevø, som fornærmer ham, og det ender med, at Renaut slår ham ihjel med skakbrættet. Skakspillet var lige kommet til Vesten sidst i 1100-tallet, men her ender det med forfærdelse, for Renaut og hans brødre må gemme sig i Ardennerskoven, hvor de tilbringer syv år og bygger borgen Montauban ved Bordeaux. Karl den Store går til angreb på fæstningen, men de fire brødre får hjælp af troldmanden Maugis og vidunderhesten Baiart. En af dem falder, og under kejser Karls belejring er de tre andre ved at dø af sult. Holger Danske er beklemt over at være splittet mellem sin troskabsed til kejseren og sin loyalitet mod sine tre genlevende fætre. Han beslutter at hjælpe dem til at flygte, men får ingen tak for det; faktisk udfordrer Renaut ham til duel, hvor også de to heltes heste kommer op at slås. Holger Danske formår dog at vende tilbage til Karl den Store; men her bliver han mødt med en anklage om forræderi.

## La Chevalerie d'Ogier de Danemarche
I de første år efter 1200 blev der skrevet et stort digt med Holger Danske som hovedperson. Det er digtet La Chevalerie d'Ogier de Danemarche (= Holger af Danmarks ridderskab), hvor Holger kaldes Ogier.
I kvadet er han søn af den danske konge Gudfred og udleveres til frankerkongen Karl den Store som gidsel for freden. Da Gudfred bryder freden, skal Ogier dræbes; men Karl den Stores hofdamer beder indtrængende om, at hans liv bliver skånet, fordi de godt kan lide ham. Han er jo ikke skyldig i sin fars handlinger og bliver skånet. Senere i det 13. århundrede findes kvadet Les Enfances Ogier om en ærværdig ridder ved Karl den Stores hof, der i slutningen af kvadet fører den frankiske hær til sejr over saracenerne.
Dette Holger Danske-digt fik en fortsættelse i digtet Huon de Bordeaux fra slutningen af Filip 2.s regeringstid. Huon de Bordeaux har dræbt Karl den Stores søn Charlot i et baghold, og kejseren sætter ham til straf på hårde prøver; men i en skov undervejs slutter Huon venskab med elverkongen Auberon, der giver ham et tryllehorn og et tryllebæger til hjælp. Historien inspirerede Shakespeare til En midsommernatsdrøm, hvor Auberon er omdøbt til Oberon. I 1700-tallet gendigtede Wieland det gamle franske digt, dog med påvirkning fra Shakespeare, til digtet Oberon, som igen blev udgangspunkt for Jens Baggesens opera Holger Danske.
Trylleri kom på moden. Mozarts Tryllefløjten kom kun et par år efter operaen Holger Danske, hvorfra folk lærte mange stykker udenad, og vinteren 1789 hørte man dem sunget som folkeviser i alle Københavns gader. Operaen handler også om elverkongens tryllehorn, som får folk til at danse. Oberon og hans dronning, Titania, leder efter et menneskepar, som elsker hinanden så meget, at de forbliver hinanden tro, selv i livsfare. Det gør Holger Danske og Rezia.

## Eftermæle
I nordisk litteratur dukker Holger Danske op i kvad inspireret af det franske, første gang i Karlemagnússaga under navnet Oddgeir danski. Der findes endvidere flere vandrehistorier om ham, og han optræder pga. Rolandskvadet som helt i det traditionelle marionetteater på Sicilien. Han bar sværdet Curtana (eller Cortana/Courtain), der bar inskriptionen "Jeg er Curtana, af samme stål og hærdning som Joyeuse og Durendal".
I 1500-tallet mente man, at Holger Danske havde erobret alle landene fra Jerusalem i verdens midte til paradis i øst og omvendt dem til kristendommen. Historierne om Holger Danskes bedrifter blev vidt udbredte på Christian 2.s tid, hvor oversætteren magister Christiern Pedersen kom frem til, at kongen var en direkte efterkommer af Holger Danske. Legenden fortalte at den nu sovende Holger Danske ville vågne og komme Danmark til undsætning i nødens time. I første halvdel af 1800-tallet knyttede folkemindesamleren Just Mathias Thiele historien til Kronborg, hvor Holger Danskes skulptur sidder i dag.
H.C. Andersen stiftede under rejser i Tyskland bekendtskab med folkesagn om den tyske middelalderkejser Frederik Barbarossa, der skulle sidde fast i Kyffhäuser-Bjerget i Thüringen med skægget vokset fast i klippegulvet. Kejser Frederik ville vågne, hvis Tyskland kom i nød - ganske som Holger Danske. Myter om slumrende folkehelte findes overalt i og uden for Europa; de sidder under jorden eller inde i et bjerg og følger med i nationens tilstand, så de kan stige frem, når der er brug for dem. Det er en del af verdenskulturarven. I Norge er det Olav Tryggvason, som efter slaget ved Svold i 1000 angiveligt opholder sig i et kloster i Østen, hvor han var at finde, hvis Norge kom i nød. I Frankrig var der folkesagn om Karl den Store, i Portugal om kong Sebastian, i England om kong Arthur og ridderne af det runde bord, og i de tysktalende lande er det slumrende helte skjult i bjergene.
I Skævinge Kirke findes en for kalkmalerier enestående afbildning af Holger Danske, malet i 1500-tallet. B.S. Ingemann har skrevet et digt om helten.
En af besættelsens modstandsgrupper hed Holger Danske.
På det nordlige Frederiksberg i Mariendals Sogn ligger Holger Danskes Vej.
I moderne tid har forfatteren Ebbe Kløvedal Reich brugt figuren i sine gendigtninger af danmarkshistorien, og Josefine Ottesen har gendigtet myten i romanen Helgi Daner.

## Statue af Holger Danske
Hotel Marienlyst i Helsingør bestilte i 1907 en bronzestatue af Holger Danske. Billedhuggeren Hans Pedersen-Dan skabte først en stor gipsfigur, som dannede grundlag for støbeformen til den rigtige statue. Denne gipsfigur blev placeret i Kronborgs kasematter, og blev langt mere berømt end den færdige statue. I 1985 var gipsfiguren så ødelagt af fugt, at den blev udskiftet med en kopi i beton.
Sagnet fortæller, at "når Danmark stander i våde, så vil Holger Danske vågne op til dåd."; at når Danmark kommer i nød, så vil Holger Danske vågne op og hjælpe.
Den originale bronzestatue fra Hotel Marienlyst blev i april 2013 sat til salg på auktionssiden Lauritz.com, og blev solgt for 3,2 millioner, hvilket var den hidtil dyreste vare solgt der. Køberen var en erhvervsmand fra Skjern, og skulpturen er nu opstillet i byen.